# Lijst van ex-WWE-worstelteams
Onderstaande worstelteams hebben in het verleden geworsteld voor de World Wrestling Entertainment (WWE). Sommige teams zijn gestopt of worstelen tegenwoordig voor andere organisaties.

## Worstelteams

### 0-9
- 3-Minute Warning, 3MB

### A
Acolytes Protection Agency - 
The Alliance - 
The Allied Powers - 
Awesome Truth

### B
Basham Brothers - 
Beverly Brothers - 
Billy en Chuck - 
The Blackjacks - 
The Blue Bloods - 
Blue World Order - 
The Bodydonnas - 
The Bolsheviks - 
Brain Busters - 
British Bulldogs - 
The Brood - 
Brothers of Destruction - 
The Bushwhackers

### C
The Cabinet - 
Can-Am Connection - 
The Colóns - 
Colossal Connection - 
Los Conquistadores - 
Corporate Ministry - 
The Corporation - 
Cryme Tyme - 
Curt Hawkins en Zack Ryder

### D
D-Generation X - 
Demolition - 
Deuce 'n Domino - 
Disciples of Apocalypse - 
The Dream Team - 
The Dude Busters - 
Dudley Boyz - 

### E
ECW Originals - 
Edge en Christian - 
Evolution - 
The Executioners

### F
The Fabulous Freebirds - 
The Fabulous Kangaroos - 
The Fabulous Rougeaus - 
Faces of Fear - 
Full Blooded Italians

### G
The Glamour Girls - 
The Godwinns

### H
Hardy Boyz - 
Harris Brothers - 
The Hart Dynasty - 
The Hart Foundation - 
The Headbangers - 
The Headhunters - 
The Headshrinkers - 
The Heart Throbs - 
The Heavenly Bodies - 
The Heenan Family - 
The Highlanders - 
The Holly Cousins

### I
The Islanders

### J
J.O.B. Squad - 
Jeri-Show - 
Jersey Triad - 
Jesse en Festus - 
John Morrison en The Miz - 
Jumping Bomb Angels

### K
Kai En Tai - 
The Killer Bees - 
King Booker's Court - 
The Kliq - 
KroniK

### L
La Familia - 
La Résistance - 
Lance Cade en Trevor Murdoch - 
LayCool - 
The Legacy - 
Lo Down - 
The Lords of the Ring - 
Los Boricuas - 
Los Guerreros

### M
The Machines - 
McMahon-Helmsley Faction - 
Team McMahon - 
Mean Street Posse - 
The Mega Bucks - 
The Mega Powers - 
The Mega-Maniacs - 
Men on a Mission - 
The Mexicools - 
The Midnight Express - 
Million Dollar Corporation - 
Ministry of Darkness - 
MNM - 
Money Inc. - 
Moondogs

### N
The Nasty Boys - 
Nation of Domination - 
The Natural Disasters - 
New Age Outlaws - 
New Breed (ECW) - 
New World Order - 
Nexus

### O
Oddities - 
The Orient Express - 
Owen Hart en The British Bulldog - 
Owen Hart en Yokozuna

### P
Paul London en Brian Kendrick - 
PG-13 - 
The Power Trip - 
Power en Glory - 
Powers of Pain - 
Pretty Mean Sisters - 
Professional wrestling career of Insane Clown Posse - 
The Public Enemy - 
The Puerto Rican Nightmares

### Q
The Quebecers

### R
The Radicalz - 
Rated-RKO - 
Rhythm and blues - 
Right to Censor - 
Road Warriors - 
The Rock 'n' Roll Express - 
Rock 'n' Sock Connection - 
The Rockers - 
Rosey en The Hurricane

### S
Sabu en Rob Van Dam - 
Shawn Michaels en Kevin Nash - 
ShoMiz - 
The Smoking Gunns - 
Spirit Squad - 
The Steiner Brothers - 
Straight Edge Society - 
Strike Force-
The Shield

### T
T & A - 
Team ECK - 
Team Rhodes Scholars - 
Team Hell No - 
Tekno Team 2000 - 
The Bella Twins - 
The Chickbusters - 
The Corre - 
Too Cool - 
The Truth Commission - 
Shane Twins

### U
The Un-Americans - 
The Union - 
U.S. Express

### V
The Valiant Brothers - 
Vince's Devils

### W
Well Dunn - 
Wild Samoans - 
The World's Greatest Tag Team

### X
X-Factor

### Y
The Young Stallions - 
The Yukon Lumberjacks